# Doble San Francisco-Miramar
La Doble San Francisco-Miramar est une course cycliste argentine disputée au mois de décembre autour des communes de San Francisco et Miramar, dans la province de Córdoba. Créée en 1969, elle est organisée sur plusieurs étapes par le Cicles Motos Club,. 

## Palmarès
| Année | Vainqueur              | Deuxième            | Troisième             |
| ----- | ---------------------- | ------------------- | --------------------- |
| 1969  | Óscar Luna             |                     |                       |
| 1970  | Juan Carlos Tschieder  |                     |                       |
| 1971  | Ramón Cañete (de)      |                     |                       |
| 1972  | Luis Espinoza          |                     |                       |
| 1973  | Juan Carlos Tschieder  |                     |                       |
| 1974  | Roberto Breppe (de)    |                     |                       |
| 1975  | Juan Carlos Tschieder  |                     |                       |
| 1976  | Oswaldo Frossasco (en) |                     |                       |
| 1977  | Luis Moyano            |                     |                       |
| 1978  | Mario Aguilar          |                     |                       |
| 1979  | Roberto Bernard        |                     |                       |
| 1980  | Oswaldo Frossasco (en) |                     |                       |
| 1981  | Juan Milatich          |                     |                       |
| 1982  | Oswaldo Almada         |                     |                       |
| 1983  | Juan Milatich          |                     |                       |
| 1984  | Ricardo Reynoso        |                     |                       |
| 1985  | Omar Richeze           |                     |                       |
| 1986  | Raúl Mussa             |                     |                       |
| 1987  | Isidro Cantoni         |                     |                       |
| 1988  | Juan Milatich          |                     |                       |
| 1989  | Julio Velázquez        |                     |                       |
| 1990  | Ramón Pineda           |                     |                       |
| 1991  | Ramón Pineda           |                     |                       |
| 1992  | Flavio Placánica       |                     |                       |
| 1993  | Cristian Maggi         |                     |                       |
| 1994  | Flavio Placánica       |                     |                       |
| 1995  | Flavio Placánica       |                     |                       |
| 1996  | Luis Moyano            |                     |                       |
| 1997  | Flavio Guidoni         |                     |                       |
| 1998  | Luis Lorenz            |                     |                       |
| 1999  | Gonzalo Salas (en)     |                     |                       |
| 2000  | Lisandro Cruel         |                     |                       |
| 2001  | Facundo Bazzi (es)     |                     |                       |
| 2002  | Luis Lorenz            | Leandro Messineo    | Daniel Capella        |
| 2003  | Daniel Capella         | Jorge Giacinti      | Gastón Corsaro        |
| 2004  | Federico Forgaral      | Diego Corvalán      | Luis Lorenz           |
| 2005  | Ángel Darío Colla      | Walter Pérez        | Luis Lorenz           |
| 2006  | Armando Borrajo (de)   | Fernando Antogna    | Diego Valenzuela      |
| 2007  | Raúl Turano            | Juan Manuel Aguirre | Oswaldo Frossasco Jr. |
| 2008  | Adrián Gariboldi       | Leonel Cuni         | Raúl Turano           |
| 2009  | Francisco Chamorro     | Cristian Clavero    | Raúl Turano           |
| 2010  | Pablo González         | Francisco Chamorro  | Ignacio Pereyra       |
| 2011  | Elías Pereyra          | Diego Langoni       | Jorge Giacinti        |
| 2012  | Matías Torres          | Daniel Díaz         | Jorge Giacinti        |
| 2013  | Diego Langoni          | Gerardo Fernández   | Jorge Giacinti        |
| 2014  | Sergio Godoy           | Marcos Crespo       | Daniel Díaz           |
| 2015  | Cristian Clavero       | Sebastián Tolosa    | Román Mastrángelo     |
| 2016  | Adrián Gariboldi       | Aníbal Borrajo      | Alejandro Borrajo     |
| 2017  | Aníbal Borrajo         | Alejandro Borrajo   | Marcos León Rodríguez |
| 2018  | Jorge Giacinti         | Alfredo Lucero      | Elbio Alborzen        |
| 2019  | Sergio Fredes          | Elbio Alborzen      | Nicolás Naranjo       |
| 2020  | Pas organisé           | Pas organisé        | Pas organisé          |
| 2021  | Agustín Del Negro      | Facundo Bazzi (es)  | Joaquín García        |
| 2022  | Sergio Fredes          | Agustín Del Negro   | Laureano Rosas        |
| 2023  | Cristian Clavero       | Daniel Juárez       | Agustín Fraysse       |
| 2024  | Matías Núñez           | Luis Cabrera        | Joaquín Durán         |